# Cataulacus marginatus
Cataulacus marginatus är en myrart som beskrevs av Bolton 1974. Cataulacus marginatus ingår i släktet Cataulacus och familjen myror. Inga underarter finns listade.